# Швабе, Рэндольф

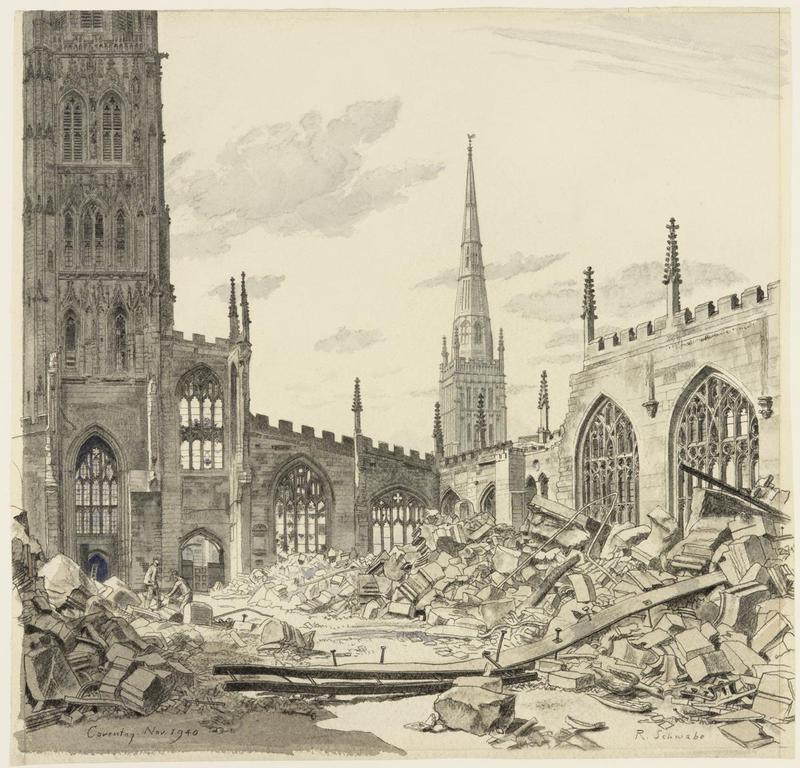
Собор Ковентри, ноябрь 1940 (Art.IWM ART LD 709)

Рэндольф Швабе (англ. Randolph Schwabe; 9 мая 1885, Эклс — 19 сентября 1948, Хеленсборо) — британский художник.

## Биография
Потомок эмигрантов из Германии, сын хлопкового фабриканта. Семья переезжала несколько раз, прежде чем обосноваться в Хемел-Хемпстеде, где его отец открыл свой бизнес. Учился в частной школе. В 1899 году, в возрасте четырнадцати лет, он был зачислен в Королевский колледж искусств, но через несколько месяцев был переведен в Школу искусств Слейда (1900—1905). В 1904 году Швабе получил стипендию, а в 1905 году — приз колледжа. В 1906 году стипендия Слейда позволила ему учиться в Академии Жюлиана в Париже, а затем отправиться в Италию в 1908 году. С 1918 года преподавал в различных британских художественных учебных заведениях, в 1930 году возглавил Школу искусств Слейда и руководил ею до самой смерти.
Швабе известен преимущественно как рисовальщик и иллюстратор. Он, в частности, иллюстрировал фундаментальные издания «Исторический костюм» (англ. Historic Costume. A Chronicle of Fashion in Western Europe, 1490-1790; 1925) и двухтомную «Краткую историю костюма и вооружений» (англ. A Short History of Costume and Armour, 1066-1800; 1931) Фрэнсиса М. Келли. Швабе принадлежат многочисленные рисунки архитектурных сооружений, эскизы балетных декораций и др.